# Куреник білобровий
Куре́ник білобровий (Hylacola cauta) — вид горобцеподібних птахів родини шиподзьобових (Acanthizidae). Ендемік Австралії.

## Опис
Довжина птаха становить 12-14 см. Птах має сірувато-коричневу спину. Груди і живіт світлі, поцятковані темними плямками, гузка каштанова. Хвіст довгий, коричнюватий, темніший ближче до кінця. Над очима світло-сірі "брови", на крилах білі смужки. Самиці і молоді птахи мають темніше забарвлення. 

## Поширення і екологія
Білоброві куреники мешкають на півдні Австралії, від Ріверіни в Новому Південному Уельсі до річки Мерчисон в Західній Австралії Також окрема ізольована популяція мешкає в Новому Південному Уельсі. Птах живе в евкаліптових маллі, в густих чагарниках і пустищах.

## Підвиди
Виділяють чотири підвиди:
- H. c. cauta Gould, 1843 (центр-південь Австралії);
- H. c. halmaturina (Mathews, 1912) (острів Кенгуру);
- H. c. whitlocki (Mathews, 1912) (південний захід Австралії);
- H. c. macrorhyncha (Schodde & Mason, IJ, 1999) (центр Нового Південного Уельсу).

## Раціон
Білоброві куреники харчуються комахами. іноди насінням.

## Розмноження
Гніздо являє собою плетену кулю і сховане в траві або чагарнику. В кладці 2-3 рожевуватих яйця.